# العلاقات المغربية الكيريباتية
العلاقات المغربية الكيريباتية هي العلاقات الثنائية التي تجمع بين المغرب وكيريباتي.

## مقارنة بين البلدين
هذه مقارنة عامة ومرجعية للدولتين:
| وجه المقارنة                                              | المغرب                                 | كيريباتي                        |
| --------------------------------------------------------- | -------------------------------------- | ------------------------------- |
| المساحة (كم2)                                             | 710.85 ألف                             | 811                             |
| عدد السكان (نسمة)                                         | 36.07 مليون                            | 116.40 ألف                      |
| الكثافة السكانية (ن./كم²)                                 | 50.74                                  | 14.35 ألف                       |
| العاصمة                                                   | الرباط                                 | جنوب تاراوا                     |
| اللغة الرسمية                                             | اللغة العربية، أمازيغية معيارية مغربية | لغة إنجليزية، اللغة الكيريباتية |
| العملة                                                    | درهم مغربي                             | دولار كريباتي، دولار أسترالي    |
| الناتج المحلي الإجمالي (بليون دولار)                      | 109.14 مليار                           | 196.15 مليون                    |
| الناتج المحلي الإجمالي (تعادل القوة الشرائية) بليون دولار | 274.06 مليار                           | 224.26 مليون                    |
| الناتج المحلي الإجمالي الاسمي للفرد دولار أمريكي          | 2.88 ألف                               | 1.42 ألف                        |
| الناتج المحلي الإجمالي للفرد دولار أمريكي                 | 7.49 ألف                               | 1.81 ألف                        |
| مؤشر التنمية البشرية                                      | 0.628                                  | 0.590                           |
| رمز المكالمات الدولي                                      | +212                                   | +686                            |
| رمز الإنترنت                                              | .ma                                    | .ki                             |
| المنطقة الزمنية                                           | ت ع م+01:00                            |                                 |

## منظمات دولية مشتركة
يشترك البلدان في عضوية مجموعة من المنظمات الدولية، منها:
| علم المنظمة | اسم المنظمة                   | تاريخ انضمام المغرب | تاريخ انضمام كيريباتي |
| ----------- | ----------------------------- | ------------------- | --------------------- |
|             | منظمة حظر الأسلحة الكيميائية  | ?                   | ?                     |
|             | الأمم المتحدة                 | 12 نوفمبر 1956      | 14 سبتمبر 1999        |
|             | مؤسسة التمويل الدولية         | 30 أغسطس 1962       | 2 أكتوبر 1986         |
|             | يونسكو                        | 7 نوفمبر 1956       | 24 أكتوبر 1989        |
|             | مؤسسة التنمية الدولية         | 29 ديسمبر 1960      | 2 أكتوبر 1986         |
|             | البنك الدولي للإنشاء والتعمير | 25 أبريل 1958       | 29 سبتمبر 1986        |
|             | الاتحاد البريدي العالمي       | ?                   | ?                     |
|             | الاتحاد الدولي للاتصالات      | 1 نوفمبر 1956       | 3 نوفمبر 1986         |

## وصلات خارجية
- موقع وزارة الخارجية المغربية